# Ferruccio Busoni
Dante Michelangelo Benvenuto Ferruccio Busoni (Empoli, Italia, 1 de abril de 1866-Berlín, Alemania, 27 de julio de 1924) fue un compositor, pianista virtuoso, profesor y director de orquesta italiano.

## Biografía
Busoni fue hijo de dos músicos profesionales; su madre fue una pianista italo-alemana y su padre un clarinetista italiano. Durante la infancia de Ferruccio en Trieste, sus padres le llevaron regularmente en sus giras, donde se dio a conocer como intérprete.
Busoni fue un niño prodigio. Dio su primer concierto público acompañado de sus padres a la edad de siete años. Algunos años más tarde, interpretó algunas de sus propias composiciones en Viena, donde tuvo la oportunidad de oír tocar a Franz Liszt y de tener encuentros con el propio Liszt, Johannes Brahms y Antón Rubinstein.
Después de un breve periodo de estudios con Wilhelm Mayer en Graz viajó a Leipzig en 1886. Obtuvo seguidamente varios puestos como docente, el primero de ellos en 1888 en Helsinki, donde conoció a su futura esposa, Gerda Sjöstrand. En 1890, enseñó en Moscú y de 1891 a 1894 en los Estados Unidos, donde se dio a conocer como virtuoso del piano.
En 1894 se instaló en Berlín donde dio conciertos tanto como pianista como director de orquesta. Se distinguió particularmente como promotor de la música contemporánea y continuó su trabajo en la docencia musical dando un gran número de clases magistrales en Weimar, Viena y Basilea. Entre sus numerosos alumnos cabe destacar a Egon Petri y Marcelo Boasso.
Durante la Primera Guerra Mundial, Busoni residió en Bolonia, de la que fue director de su conservatorio, y después en Zúrich. Rehusó promocionar su música en cualquiera de los países beligerantes en la contienda. Regresó en 1920 a Berlín, donde enseñó composición. Varios de sus alumnos se convirtieron posteriormente en celebridades, entre ellos Kurt Weill, Edgar Varèse y Stefan Wolpe.
Busoni falleció en Berlín a la edad de 58 años, víctima de una enfermedad renal. Dejó varias grabaciones destacables, así como una serie de obras para piano mecánico. Durante la década de los años ochenta del siglo XX se registró un cierto renacimiento del interés por sus composiciones.

## La música de Busoni
La música de Busoni es de una complejidad típicamente contrapuntística (dicho de otro modo, se encuentra formada por varias líneas melódicas entremezcladas). A pesar de que sus composiciones no sean nunca completamente atonales en el sentido schönbergiano de la palabra, sus obras tardías se distinguen a menudo por una tonalidad indeterminada, como las del último Franz Liszt. En las notas de programa para su Sonatina seconda de 1912, Busoni describe esta pieza como "senza tonalità" (sin tonalidad). Entre los compositores que se citan habitualmente como que tuvieron una influencia decisiva sobre su obra se encuentran Johann Sebastian Bach y Franz Liszt, si bien su música contiene elementos del neoclasicismo y contiene melodías que nos recuerdan a las de Wolfgang Amadeus Mozart. 
Algunas de las ideas desarrolladas por Busoni en sus obras de madurez ya se encuentran expuestas en su manifiesto de 1907, Entwurfs einer neuen Ästhetik der Tonkunst  ("Esbozo de una nueva estética de la música"), obra controvertida en la época de su publicación. En ella, Busoni discute acerca de dominios musicales poco explorados en aquel momento como la música electroacústica y la microtonal (técnicas estas que, a pesar de ello, él no utilizó nunca), pero también afirma que la música del presente debe destilar la esencia de la música del pasado si pretende llegar a algo nuevo.
Numerosas obras de Busoni se basan en músicas del pasado, en particular en la de Johann Sebastian Bach. Adaptó varias composiciones de Bach para el piano, entre ellas su Tocata y Fuga en re menor (escrita originalmente para órgano) así como la chacona de la partita en re menor para violín.

## Obras
- Lustspiel-Ouverture op. 38
- Concerto para piano, coro masculino y orquesta, Op. 39 (1904)

Composiciones para piano solo
- Stücke, op. 33b (1896)
- Elegien: Sieben neue Klavierstücke ("Siete Elegías", 1907)
- Fantasia nach Johann Sebastian Bach (1909)
- Fantasia contrappuntistica (tercera y última versión, 1912)
- Indianisches Tagebuch (Diario indiano, 1912)
- Sei sonatine ("Seis Sonatinas", 1910-1920)

Óperas
- Sigrune, oder Das stille Dorf (1889, inconclusa)
- Die Brautwahl (1912)
- Arlecchino ovvero le finestre (Arlecchino o las ventanas, 1917)
- Turandot (1917)
- Doktor Faust (1925); incompleta, acabada por Philipp Jarnach.